# Карчев, Никола
Никола «Митко» Карчев (31 марта 1981, Скопье, Югославия) — северомакедонский футболист, центральный защитник, выступавший за сборную Македонии и футбольный тренер.

## Карьера

### Клубная карьера
На юношеском уровне выступал за младшие команды белградского «Партизана». В 2000 году вернулся в Македонию и выступал за клубы-середняки высшего дивизиона «Борец» и «Пелистер». Зимой 2002/03 перешёл в один из сильнейших клубов страны — «Работнички», в его составе дважды стал чемпионом Македонии. В сезоне 2007/08 выступал за албанский «Эльбасани» и был признан лучшим игроком года в клубе.
Летом 2008 года перешёл в грозненский «Терек». Свой единственный матч в чемпионате России сыграл 10 августа 2008 года против нальчикского «Спартака». В Кубке России провёл один матч — 24 сентября 2008 года против «Москвы» — в котором на 83-й минуте был удалён с поля. Также на счету македонца девять игр в турнире дублирующих составов.
После ухода из «Терека» вернулся в «Эльбасани», затем играл на правах аренды за «Вардар». В 2010 году перешёл в китайский «Шанхай Дунъя», где отыграл полтора сезона. Летом 2011 года присоединился к сербскому клубу «Металац». В 2012 году выступал за сильнейший клуб Мьянмы «Янгон Юнайтед», в его составе выиграл чемпионский титул и принимал участие в матчах Кубка президента АФК. Последним профессиональным клубом Карчева стал македонский «Тетекс», в котором защитник сыграл три матча в марте 2013 года.

### Карьера в сборной
Выступал за сборные Македонии младших возрастов, в том числе провёл четыре матча за молодёжную сборную страны.
В ноябре 2005 года в составе второй сборной Македонии участвовал в международном турнире в Тегеране, принял участие в обеих играх своей команды — против Ирана (забил гол) и Парагвая. Эти матчи считаются неофициальными.
Единственный официальный матч за сборную Македонии сыграл 22 декабря 2010 года против Китая, выйдя на замену в перерыве вместо Арменда Алими.

### Тренерская карьера
По состоянию на 2016 год работал в тренерском штабе «Тетекса», выступающего во втором дивизионе Македонии. В апреле 2016 года, после отставки главного тренера клуба Горазда Михайлова, был назначен исполняющим обязанности тренера до конца сезона.

## Достижения
- Чемпион Македонии: 2004/05, 2005/06
- Чемпион Мьянмы: 2012